# Philip Graves (triathlon)
Pour les articles homonymes, voir Graves.
Cet article concerne le sportif. Pour le journaliste, voir Philip Graves (journaliste).
Philip Graves, né le 7 avril 1989 à York, est un triathlète professionnel anglais, vainqueur sur distance Ironman.

## Palmarès triathlon
Le tableau présente les résultats les plus significatifs (podium) obtenus sur le circuit international de triathlon depuis 2009,.
| Année | Compétition               | Pays        | Position          | Temps           |
| ----- | ------------------------- | ----------- | ----------------- | --------------- |
| 2017  | Ironman Pays-de-Galles    | Royaume-Uni | Médaille d'argent | 9 h 9 min 33 s  |
| 2016  | Ironman Pays-de-Galles    | Royaume-Uni | Médaille d'or     | 9 h 2 min 56 s  |
| 2012  | Ironman 70.3 Royaume-Uni  | Royaume-Uni | Médaille d'or     | 4 h 19 min 45 s |
| 2012  | Tristar 111 Milton Keynes | Royaume-Uni | Médaille d'or     | 3 h 11 min 44 s |
| 2010  | Ironman 70.3 Royaume-Uni  | Royaume-Uni | Médaille d'argent | 4 h 20 min 27 s |
| 2010  | Tristar 111 Estonie       | Estonie     | Médaille d'or     | 3 h 13 min 42 s |
| 2010  | SavageMan Triathlon       | États-Unis  | Médaille d'or     | 4 h 29 min 38 s |
| 2009  | Ironman Royaume-Uni       | Royaume-Uni | Médaille d'or     | 8 h 48 min 30 s |
| 2009  | Ironman 70.3 Royaume-Uni  | Royaume-Uni | Médaille d'or     | 4 h 15 min 48 s |